# العلوم الحضرية
العلوم الحضرية هو مجال متعدد التخصصات يدرس مختلف القضايا والمشاكل الحضرية. واستنادًا إلى نتائج البحوث لمختلف التخصصات مثل التاريخ، والاقتصاد، وعلم الاجتماع، والإدارة العامة، والهندسة المعمارية، والهندسة الحضرية، وهندسة النقل، والمشهد الحضري، والهندسة البيئية، والجيومعلوماتية، فإنه يهدف إلى إنتاج كل من المعرفة النظرية والعملية التي تسهم في فهم وحل مشاكل القضايا الحضرية في المجتمع المعاصر.
ويستخدم العلم الحضري فهماً حسابياً لنظم المدن لتقييم كيفية عملها وكيفية نموها وتغييرها. وهدفها هو جعل المدن أكثر قابلية للسكن، ومرونة، واستدامة.

## تاريخ
وأصبح العلم الحضري مشهورًا مع نمو المدن الحضرية والنمو السكاني السريع. من أجل فهم المدينة الحضرية، يحتاج العلماء إلى جمع البيانات والإحصاءات التي تمكنهم من تحديد حجم السكان الحضريين، ووسط العمر، والجنس السائد، وعدد الأطفال المولودين سنوياً، ومعدل الوفيات السنوي، والعديد من الخصائص الأخرى. وتمكِّن هذه المعلومات علماء الحضر من التنبؤ بالاتجاهات والتغيرات في المستقبل، ومن تحديد التحديات الحضرية التي يحتمل أن تنشأ، ومن المأمول أن تخفف من حدتها. وكلما عرفنا أكثر، كلما استطعنا الاستعداد للجوانب السلبية للحياة الحضرية.
ظهرت العلامات الأولى للتطور الحضري قبل حوالي 12.000 سنة. وقد تزامنت مع التقدم المحرز في الزراعة، التي أنتجت فوائض غذائية يمكن استخدامها لإطعام سكان البلدات والمدن. وازداد عدد سكان الحضر زيادة هائلة بمرور الوقت، حيث اجتذبت البلدات والمدن نسبة متزايدة من مجموع السكان. تضم المدن حالياً حوالي 55% من سكان الأرض، ولكنها تمثل 70 في المائة من استهلاك الطاقة في الأرض، مما يجعلها مصدرًا رئيسيًا لتلوث الهواء والمياه على حد سواء.

## المدن الحضرية (المدن الكبرى)

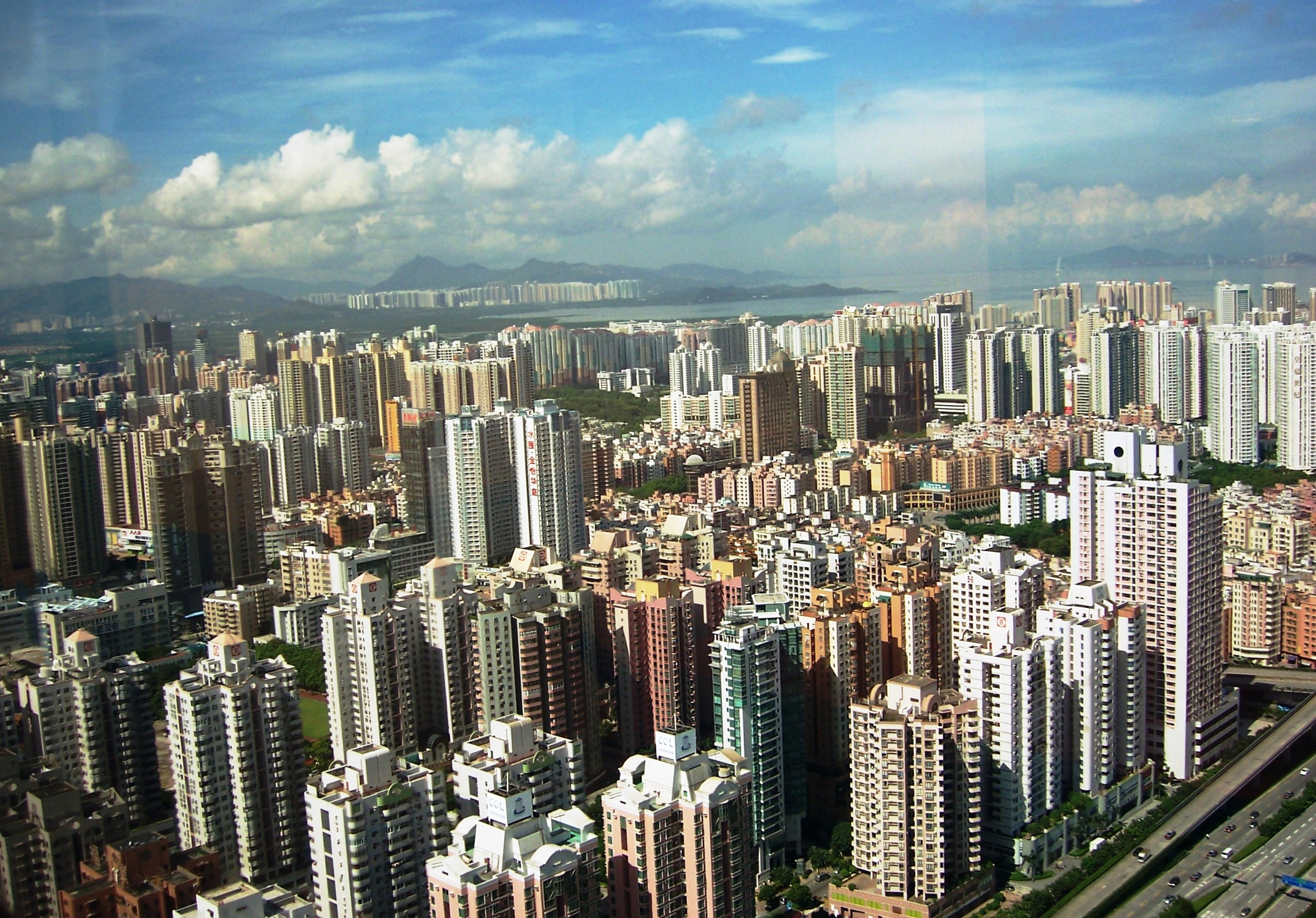
شنتشنشي

الغرض الرئيسي من علم المدن هو دراسة المدن. وفي حين لم يكن هناك سوى سعة كبيرة واحدة في العالم في عام 1950، وهي نيويورك التي يبلغ عدد سكانها 10 ملايين نسمة، فقد أنشئت 34 مدينة ضخمة منذ ذلك الحين. طوكيو هي أكبر عدد من السكان، ويبلغ عدد سكانها 38 مليون نسمة.
ويعتبر العلماء حاليًا أن المدن الكبرى غير مستدامة.
وتسعى العلوم الحضرية إلى مساعدة المدن على أن تصبح مستدامة وقابلة للسكن. فهي لا تحاول تجنب إلحاق الضرر بالكوكب فحسب، بل إنها تسعى أيضاً إلى عكس مسار الآثار السلبية التي خلفتها المدن الحضرية بالفعل. ويهدف العلم الحضري إلى تعزيز فهمنا للمجهودات الحضرية الموضوعة على الأرض أثناء بناء المدن الحضرية وتيسيرها.

## تحديات حضرية

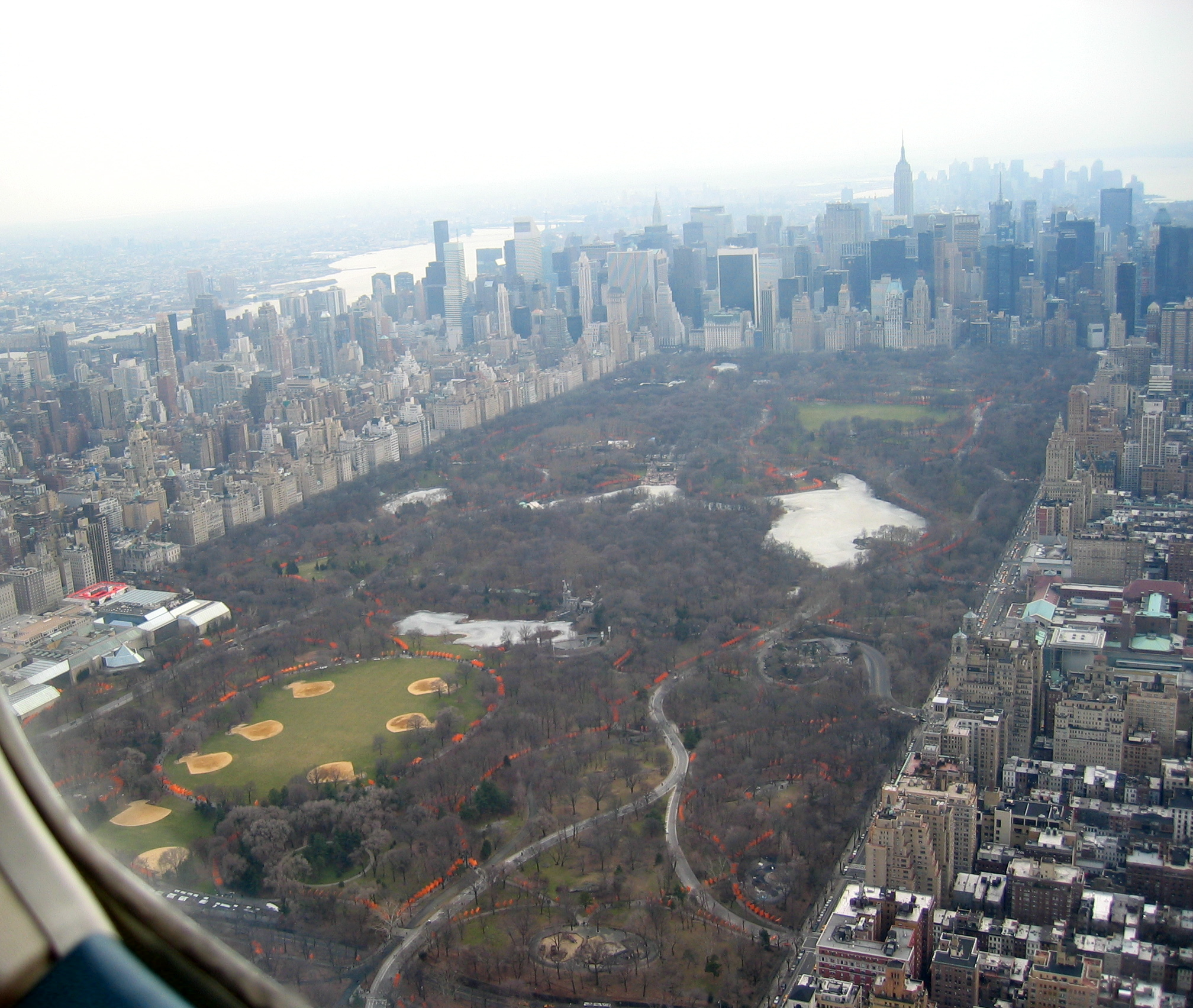
سنترال باركمن فوقكروبيد

ويحدث التحضر بوتيرة سريعة، مما يضغط على المدن الحضرية لتوفير ظروف معيشية جيدة للبشر. والهدف من العلوم الحضرية هو تحقيق هذه الأهداف دون تدمير الكوكب. وتستخدم المدن الحضرية الموارد المتجددة وغير المتجددة بمعدل يثير القلق. والموارد غير المتجددة، مثل الوقود الأحفوري، والغازات الطبيعية، والمنتجات النفطية، غير متجددة بطبيعتها، ولن تكون متاحة بعد استهلاكها جميعًا. وعلاوة على ذلك، فإن الموارد المتجددة، مثل المياه، والأكسجين، والأشجار، والطاقة الشمسية، تحتاج إلى وقت كاف لتجديد مواردها، وهي موارد لا تُمنح حالياً.
ويبلغ عدد سكان الحضر حاليًا 3.9 بليون نسمة، من المتوقع أن يرتفع إلى 6 بلايين نسمة بحلول عام 2045. والمدن الحضرية مهددة بالتغيرات المناخية الرئيسية، وهي أيضًا أحداث ذات صلة مثل العواصف الكارثية وموجات الحرارة. كما أنهم يواجهون تحديات في تنمية الهياكل الأساسية بالنسبة لعدد متزايد من السكان، لأنه كلما زاد عدد السكان، كلما ازدادت الحاجة إلى السكن للجميع. وتزيد زيادة البناء من التغيرات البيئية التي تؤثر على المناخ والإيكولوجيا. كما يؤثر على الخصائص الديمغرافية للمدن الحضرية، مع زيادة التفاوتات الاجتماعية والأحياء الفقيرة والمستوطنات غير الرسمية.

## اعتبارات بيئية

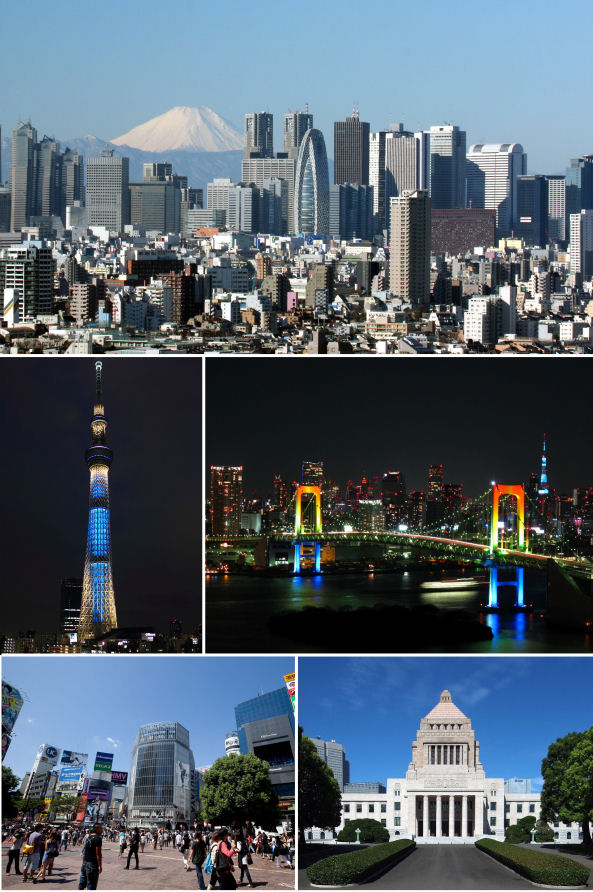
مونتاج طوكيو 2015

ومن منظور بيئي، يوفر العلم الحضري طريقة منهجية للنظر في أثر التحضر على العالم الطبيعي. لا يتفق جميع أنصار البيئة مع العلوم الحضرية وعلم البيئة، بسبب التأثير السلبي الذي يمكن أن يكون على البيئة. غير أن الأغلبية تتفق على أهمية إيجاد حلول تجعل الكوكب أكثر استدامة، مع إبقاء المدن الحضرية صالحة للسكن. وهم يريدون ضمان ألا يعاني الكوكب من الآثار الدائمة للتحضر والإفراط في الاستهلاك. وبينما يواصل أنصار البيئة الاعتراف بالحاجة الإنسانية إلى العيش والنمو، فإنهم يسعون إلى إيجاد حلول للمشاكل التي يخلقها الإنسان من أجل المساعدة على حماية الكوكب.
يريد أنصار البيئة تعليم بقية المجتمع عن تأثير البشر على هذا الكوكب. كما أنها تبحث عن سبل لتحسين أثرنا البيئي، ولمنع هذا التدمير في المستقبل. إن مقال مجلة كريستوفر إيمدين في عام 2010، الفصل السابع: ما هو التعليم الحضري، يشير إلى الكيفية التي يمكن بها تعليم العلم الحضري واستخدامه لصالحنا في المستقبل. وكلما زاد معرفتنا كمجتمع عن التحضر والتغيرات العالمية، ازداد وعي الجميع بتأثيرنا البيئي السلبي. هذا سوف يشعل التغيير في جميع أنحاء العالم.
وإذا استمرت الأرض في التلف من قِبَل المجتمع والإفراط في الاستهلاك، فإن أنصار البيئة يريدون أن يكونوا مستعدين لوضع تصور وتسهيل الإجابات التي من شأنها أن تصحح الضرر الذي لحق بهم. وهي تأمل في عكس جزء من هذا الضرر وحماية البيئة للأجيال المقبلة. ومن المكونات الكبيرة للعلوم الحضرية دراسة البيئة الحالية، ولا سيما في المدن، من أجل إيجاد حلول للمشاكل التي يواجهها الكوكب.